# Lijst van brutoformules C06

## 
Dit lemma is een onderdeel van de lijst van brutoformules met 6 koolstofatomen.

## C6H0
| Brutoformule                      | Naam |
| --------------------------------- | --- |
| {\displaystyle {\ce {C6AcO12}}}   | Actinium(III)oxalaat |
| {\displaystyle {\ce {C6AmO12}}}   | Americium(III)oxalaat |
| {\displaystyle {\ce {C6Cl4O2}}}   | o-chloranil |
| {\displaystyle {\ce {C6Ca2O6}}}   | CalciumTHBQ {\displaystyle {\ce {Ca2[C6O6]}}} ~ Calciumzout van Tetrahydroxy-1,4-benzochinon                                       |
| {\displaystyle {\ce {C6Cl4O2}}}   | Chloranil |
| {\displaystyle {\ce {C6Cl5NO2}}}  | Pentachloornitrobenzeen |
| {\displaystyle {\ce {C6Cl6}}}     | Hexachloorbenzeen |
| {\displaystyle {\ce {C6CrO6}}}    | Chroomhexacarbonyl |
| {\displaystyle {\ce {C6D6}}}      | Gedeutereerd benzeen |
| {\displaystyle {\ce {C6D14}}}     | Gedeutereerd hexaan |
| {\displaystyle {\ce {C6F6}}}      | Hexafluorbenzeen |
| {\displaystyle {\ce {C6FeK3N6}}}  | Kaliumhexacyanoferraat(III) |
| {\displaystyle {\ce {C6FeK3O12}}} | Kaliumferrioxalaat {\displaystyle {\ce {K3[Fe(C2O4)3]}}}                                                                           |
| {\displaystyle {\ce {C6FeK4N6}}}  | Kaliumhexacyanoferraat(II) |
| {\displaystyle {\ce {C6FeN6Na4}}} | Natriumhexacyanoferraat(II) |
| {\displaystyle {\ce {C6K4O6}}}    | KaliumTHBQ {\displaystyle {\ce {Li4[C6O6]}}} ~ Kaliumzout van Tetrahydroxy-1,4-benzochinon                                         |
| {\displaystyle {\ce {C6Li2O6}}}   | Lithiumrhodizonaat {\displaystyle {\ce {Li2[C6O6]}}} ~ als zout van rhodizonzuur                                                   |
| {\displaystyle {\ce {C6Li4O6}}}   | LithiumTHBQ {\displaystyle {\ce {Li4[C6O6]}}} ~ Lithiumzout van Tetrahydroxy-1,4-benzochinon                                       |
| {\displaystyle {\ce {C6Li6O6}}}   | Lithiumbenzeenhexolaat ~ voor batterijen (Benzeenhexol Kopje Benzeenhexolaten                                                      |
| {\displaystyle {\ce {C6N4}}}      | Tetracyano-etheen |
| {\displaystyle {\ce {C6Na2O6}}}   | Natriumrhodizonaat {\displaystyle {\ce {Na2[C6O6]}}} ~ als zout van rhodizonzuur                                                   |
| {\displaystyle {\ce {C6Na4O6}}}   | NatriumTHBQ {\displaystyle {\ce {Li4[C6O6]}}} ~ Natriumzout van Tetrahydroxy-1,4-benzochinon                                       |
| {\displaystyle {\ce {C6O6}}}      | Cyclohexaanhexon ~ als Koolstofoxide Kopje Radialeen-achtige cyclische polyketonen                                                 |
| {\displaystyle {\ce {C6O6}}}      | Etheentetracarbonzuurdianhydride ~ als Koolstofoxide Kopje Nieuwe oxides                                                           |
| {\displaystyle {\ce {C6O6}}}      | rhodizonaat, {\displaystyle {\ce {C6O6^{2-}}}}, anion van Rhodizonzuur ~ als Koolstofoxide Kopje Anionenn                          |
| {\displaystyle {\ce {C6O6}}}      | benzochinontetraolaat, {\displaystyle {\ce {C6O6^{4-}}}}, anion van tetrahydroxy-1,4-benzochinon ~ als Koolstofoxide Kopje Anionen |
| {\displaystyle {\ce {C6O6}}}      | benzeenhexaoalaat, {\displaystyle {\ce {C6O6^{6-}}}}, anion van Benzeenhexol ~ als Koolstofoxide Kopje Anionen                     |
| {\displaystyle {\ce {C6O6Pb}}}    | Lood(II)rhodizonaat {\displaystyle {\ce {Pb[C6O6]}}} ~ als zout van rhodizonzuur                                                   |
| {\displaystyle {\ce {C6O6Rb2}}}   | Rubidiumrhodizonaat {\displaystyle {\ce {Rb2[C6O6]}}} ~ als zout van rhodizonzuur                                                  |
| {\displaystyle {\ce {C6O6V}}}     | Vanadiumhexacarbonyl |
| {\displaystyle {\ce {C6O12Y2}}}   | Yttriumoxalaat {\displaystyle {\ce {Y2(C2O4)3}}} ~ in synthese Yttriumoxide                                                        |

## C6H1
| Brutoformule                     | Naam                                            |
| -------------------------------- | ----------------------------------------------- |
| {\displaystyle {\ce {C6HCl5}}}   | Pentachloorbenzeen                              |
| {\displaystyle {\ce {C6HCl5O}}}  | Pentachloorfenol                                |
| {\displaystyle {\ce {C6HF11O3}}} | Perfluor-2-propoxypropaanzuur ~ Gebruik in GenX |

## C6H2
| Brutoformule                       | Naam |
| ---------------------------------- | --- |
| {\displaystyle {\ce {C6H2Br4}}}    | Tetrabroombenzeen                                                                                         |
| {\displaystyle {\ce {C6H2Cl3NO2}}} | 1,2,3-trichloor-4-nitrobenzeen                                                                            |
| {\displaystyle {\ce {C6H2Cl4}}}    | Tetrachloorbenzeen                                                                                        |
| {\displaystyle {\ce {C6H2Cl4}}}    | 1,2,4,5-Tetrachloorbenzeen                                                                                |
| {\displaystyle {\ce {C6H2Cl4O}}}   | 2,3,4,5-tetrachloorfenol                                                                                  |
| {\displaystyle {\ce {C6H2Cl4O}}}   | 2,3,4,6-tetrachloorfenol                                                                                  |
| {\displaystyle {\ce {C6H2Cl4O}}}   | 2,3,5,6-tetrachloorfenol                                                                                  |
| {\displaystyle {\ce {C6HCl5S}}}    | Pentachloorbenzeenthiol                                                                                   |
| {\displaystyle {\ce {C6H2K2O6}}}   | KaliumdiwaterstofTHBQ {\displaystyle {\ce {Li2[H2C6O6]}}} ~ Dikaliumzout van Tetrahydroxy-1,4-benzochinon |
| {\displaystyle {\ce {C6H2N4O5}}}   | Diazodinitrofenol                                                                                         |
| {\displaystyle {\ce {C6H2O6}}}     | rhodizonzuur (5,6-dihydroxy-cyclohex-5-een-1,2,3,4-tetron) ~ als oxideatieproduct van benzeenhexol        |

## C6H3
| Brutoformule                        | Naam                                      |
| ----------------------------------- | ----------------------------------------- |
| {\displaystyle {\ce {C6H3Br3O2}}}   | Tribroomresorcinol                        |
| {\displaystyle {\ce {C6H3Br3O2}}}   | 2,4,6-tribroomresorcinol                  |
| {\displaystyle {\ce {C6H3Br3O2}}}   | 2,4,5-tribroomresorcinol                  |
| {\displaystyle {\ce {C6H3Br3O2}}}   | 4,5,6-tribroomresorcinol                  |
| {\displaystyle {\ce {C6H3ClN2O4}}}  | 1-chloor-2,3-dinitrobenzeen               |
| {\displaystyle {\ce {C6H3ClN2O4}}}  | 1-chloor-2,4-dinitrobenzeen               |
| {\displaystyle {\ce {C6H3ClN2O4}}}  | 1-chloor-2,5-dinitrobenzeen               |
| {\displaystyle {\ce {C6H3ClN2O4}}}  | 1-chloor-2,6-dinitrobenzeen               |
| {\displaystyle {\ce {C6H3ClN2O4}}}  | 1-chloor-3,4-dinitrobenzeen               |
| {\displaystyle {\ce {C6H3ClN2O4}}}  | 1-chloor-3,5-dinitrobenzeen               |
| {\displaystyle {\ce {C6H3Cl2NO2}}}  | 1,2-dichloor-3-nitrobenzeen               |
| {\displaystyle {\ce {C6H3Cl2NO2}}}  | 1,2-dichloor-4-nitrobenzeen               |
| {\displaystyle {\ce {C6H3Cl2NO2}}}  | 1,3-dichloor-2-nitrobenzeen               |
| {\displaystyle {\ce {C6H3Cl2NO2}}}  | 1,3-dichloor-4-nitrobenzeen               |
| {\displaystyle {\ce {C6H3Cl2NO2}}}  | 1,3-dichloor-5-nitrobenzeen               |
| {\displaystyle {\ce {C6H3Cl2NO2}}}  | Clopyralide                               |
| {\displaystyle {\ce {C6H3Cl3}}}     | Trichloorbenzeen                          |
| {\displaystyle {\ce {C6H3Cl3}}}     | 1,2,3-trichloorbenzeen                    |
| {\displaystyle {\ce {C6H3Cl3}}}     | 1,2,4-trichloorbenzeen                    |
| {\displaystyle {\ce {C6H3Cl3}}}     | 1,3,5-trichloorbenzeen                    |
| {\displaystyle {\ce {C6H3Cl3N2O2}}} | Picloram                                  |
| {\displaystyle {\ce {C6H3Cl3O}}}    | Trichloorfenol                            |
| {\displaystyle {\ce {C6H3Cl3O}}}    | 2,3,4-trichloorfenol ~ als Trichloorfenol |
| {\displaystyle {\ce {C6H3Cl3O}}}    | 2,3,5-trichloorfenol ~ als Trichloorfenol |
| {\displaystyle {\ce {C6H3Cl3O}}}    | 2,3,6-trichloorfenol ~ als Trichloorfenol |
| {\displaystyle {\ce {C6H3Cl3O}}}    | 2,4,5-trichloorfenol ~ als Trichloorfenol |
| {\displaystyle {\ce {C6H3Cl3O}}}    | 2,4,6-trichloorfenol ~ als Trichloorfenol |
| {\displaystyle {\ce {C6H3Cl3O}}}    | 3,4,5-trichloorfenol ~ als Trichloorfenol |
| {\displaystyle {\ce {C6H3Cl4N}}}    | Nitrapyrine                               |
| {\displaystyle {\ce {C6H3N3O6}}}    | 1,3,5-trinitrobenzeen                     |
| {\displaystyle {\ce {C6H3N3O7}}}    | Picrinezuur                               |
| {\displaystyle {\ce {C6H3N3O8}}}    | Styfninezuur                              |

## C6H4
| Brutoformule                        | Naam                                                                                                |
| ----------------------------------- | --------------------------------------------------------------------------------------------------- |
| {\displaystyle {\ce {C6H4}}}        | Benzyn Zie ook aryn                                                                                 |
| {\displaystyle {\ce {C6H4BrF}}}     | 1-broom-2-fluorbenzeen                                                                              |
| {\displaystyle {\ce {C6H4BrF}}}     | 1-broom-3-fluorbenzeen                                                                              |
| {\displaystyle {\ce {C6H4BrF}}}     | 1-broom-4-fluorbenzeen                                                                              |
| {\displaystyle {\ce {C6H4ClNO2}}}   | 1-chloor-2-nitrobenzeen ~ als Chloornitrobenzeen                                                    |
| {\displaystyle {\ce {C6H4ClNO2}}}   | 1-chloor-3-nitrobenzeen ~ als Chloornitrobenzeen                                                    |
| {\displaystyle {\ce {C6H4ClNO2}}}   | 1-chloor-4-nitrobenzeen ~ als Chloornitrobenzeen                                                    |
| {\displaystyle {\ce {C6H4Cl2}}}     | 1,2-dichloorbenzeen                                                                                 |
| {\displaystyle {\ce {C6H4Cl2}}}     | 1,3-dichloorbenzeen                                                                                 |
| {\displaystyle {\ce {C6H4Cl2}}}     | 1,4-dichloorbenzeen                                                                                 |
| {\displaystyle {\ce {C6H4Cl2N2O2}}} | 2,3-Dichloor-6-nitroaniline                                                                         |
| {\displaystyle {\ce {C6H4Cl2N2O2}}} | 2,6-Dichloor-4-nitroaniline                                                                         |
| {\displaystyle {\ce {C6H4Cl2O}}}    | Dichloorfenol                                                                                       |
| {\displaystyle {\ce {C6H4Cl2O}}}    | 2,3-dichloorfenol                                                                                   |
| {\displaystyle {\ce {C6H4Cl2O}}}    | 2,4-dichloorfenol                                                                                   |
| {\displaystyle {\ce {C6H4Cl2O}}}    | 2,5-dichloorfenol                                                                                   |
| {\displaystyle {\ce {C6H4Cl2O}}}    | 2,6-dichloorfenol                                                                                   |
| {\displaystyle {\ce {C6H4Cl2O}}}    | 3,4-dichloorfenol                                                                                   |
| {\displaystyle {\ce {C6H4Cl2O}}}    | 3,5-dichloorfenol                                                                                   |
| {\displaystyle {\ce {C6H4F2}}}      | 1,2-Difluorbenzeen                                                                                  |
| {\displaystyle {\ce {C6H4F11NO3}}}  | Ammoniumperfluor-2-propoxypropanoaat ~ Gebruik in GenX ~ als zout van Perfluor-2-propoxypropaanzuur |
| {\displaystyle {\ce {C6H4N2O4}}}    | 1,2-dinitrobenzeen                                                                                  |
| {\displaystyle {\ce {C6H4N2O4}}}    | 1,3-dinitrobenzeen                                                                                  |
| {\displaystyle {\ce {C6H4N2O4}}}    | 1,4-dinitrobenzeen                                                                                  |
| {\displaystyle {\ce {C6H4N2O5}}}    | 2,4-dinitrofenol                                                                                    |
| {\displaystyle {\ce {C6H4N3NaO5}}}  | natriumpicramaat                                                                                    |
| {\displaystyle {\ce {C6H4N4O2}}}    | Lumazine                                                                                            |
| {\displaystyle {\ce {C6H4FeN6}}}    | Waterstofhexacyanoferraat(II)                                                                       |
| {\displaystyle {\ce {C6H4N4}}}      | Pteridine                                                                                           |
| {\displaystyle {\ce {C6H4Na2O2}}}   | Dinatriumhydrochinonaat                                                                             |
| {\displaystyle {\ce {C6H4O2}}}      | 1,2-benzochinon ~ als Chinon                                                                        |
| {\displaystyle {\ce {C6H4O2}}}      | 1,4-benzochinon ~ als Chinon                                                                        |
| {\displaystyle {\ce {C6H4O3}}}      | 2,5-diformylfuraan                                                                                  |
| {\displaystyle {\ce {C6H4O4}}}      | Coumalinezuur                                                                                       |
| {\displaystyle {\ce {C6H4O5}}}      | 2,5-Furaandicarbonzuur                                                                              |
| {\displaystyle {\ce {C6H4O6}}}      | 2,5-Furaandicarbonzuur                                                                              |
| {\displaystyle {\ce {C6H4O6}}}      | tetrahydroxy-1,4-benzochinon ~ oxidatieproduct van Benzeenhexol                                     |
| {\displaystyle {\ce {C6H4O8}}}      | Etheentetracarbonzuur                                                                               |
| {\displaystyle {\ce {C6H4S}}}       | Polyfenyleensulfide                                                                                 |
| {\displaystyle {\ce {C6H4S4}}}      | Tetrathiafulvaleen                                                                                  |

## C6H5
| Brutoformule                       | Naam                                         |
| ---------------------------------- | -------------------------------------------- |
| {\displaystyle {\ce {C6H5BO2}}}    | Catecholboraan                               |
| {\displaystyle {\ce {C6H5Br}}}     | Broombenzeen                                 |
| {\displaystyle {\ce {C6H5BrMg}}}   | Fenylmagnesiumbromide                        |
| {\displaystyle {\ce {C6H5Cl}}}     | Chloorbenzeen                                |
| {\displaystyle {\ce {C6H5ClN2O2}}} | 2-chloor-3-nitroaniline                      |
| {\displaystyle {\ce {C6H5ClN2O2}}} | 2-chloor-4-nitroaniline                      |
| {\displaystyle {\ce {C6H5ClN2O2}}} | 2-chloor-5-nitroaniline                      |
| {\displaystyle {\ce {C6H5ClN2O2}}} | 2-chloor-6-nitroaniline                      |
| {\displaystyle {\ce {C6H5ClN2O2}}} | 3-chloor-2-nitroaniline                      |
| {\displaystyle {\ce {C6H5ClN2O2}}} | 3-chloor-4-nitroaniline                      |
| {\displaystyle {\ce {C6H5ClN2O2}}} | 3-chloor-5-nitroaniline                      |
| {\displaystyle {\ce {C6H5ClN2O2}}} | 3-chloor-6-nitroaniline                      |
| {\displaystyle {\ce {C6H5ClN2O2}}} | 4-chloor-2-nitroaniline                      |
| {\displaystyle {\ce {C6H5ClN2O2}}} | 4-chloor-3-nitroaniline                      |
| {\displaystyle {\ce {C6H5ClO}}}    | 2-chloorfenol                                |
| {\displaystyle {\ce {C6H5ClO}}}    | 3-chloorfenol                                |
| {\displaystyle {\ce {C6H5ClO}}}    | 4-chloorfenol                                |
| {\displaystyle {\ce {C6H5Cl2N}}}   | 2,3-Dichlooraniline                          |
| {\displaystyle {\ce {C6H5Cl2N}}}   | 2,4-Dichlooraniline                          |
| {\displaystyle {\ce {C6H5Cl2N}}}   | 2,5-Dichlooraniline                          |
| {\displaystyle {\ce {C6H5Cl2N}}}   | 2,6-Dichlooraniline                          |
| {\displaystyle {\ce {C6H5Cl2N}}}   | 3,4-Dichlooraniline                          |
| {\displaystyle {\ce {C6H5Cl2N}}}   | 3,5-Dichlooraniline                          |
| {\displaystyle {\ce {C6H5Cl2P}}}   | Dichloorfenylfosfaan                         |
| {\displaystyle {\ce {C6H5F}}}      | Fluorbenzeen                                 |
| {\displaystyle {\ce {C6H5HgNO3}}}  | Fenylkwiknitraat                             |
| {\displaystyle {\ce {C6H5I}}}      | Joodbenzeen                                  |
| {\displaystyle {\ce {C6H5IO}}}     | 3-joodfenol                                  |
| {\displaystyle {\ce {C6H5Li}}}     | Fenyllithium                                 |
| {\displaystyle {\ce {C6H5Li3O7}}}  | Lithiumcitraat                               |
| {\displaystyle {\ce {C6H5NO2}}}    | Nicotinezuur ~ Ook wel: niacine, vitamine PP |
| {\displaystyle {\ce {C6H5NO2}}}    | Nitrobenzeen                                 |
| {\displaystyle {\ce {C6H5NO2}}}    | Picolinezuur                                 |
| {\displaystyle {\ce {C6H5NO3}}}    | 2-nitrofenol                                 |
| {\displaystyle {\ce {C6H5NO3}}}    | 4-nitrofenol                                 |
| {\displaystyle {\ce {C6H5N2}}}     | Fenyldiazonium                               |
| {\displaystyle {\ce {C6H5N3}}}     | Benzotriazool                                |
| {\displaystyle {\ce {C6H5N3}}}     | Fenylazide                                   |
| {\displaystyle {\ce {C6H5N3O}}}    | 1-hydroxybenzotriazool                       |
| {\displaystyle {\ce {C6H5N3O5}}}   | Picraminezuur                                |
| {\displaystyle {\ce {C6H5N5O}}}    | Pterine                                      |
| {\displaystyle {\ce {C6H5NaS}}}    | Natriumfenylthiolaat ~ als Thiolaat          |
| {\displaystyle {\ce {C6H5SO2Cl}}}  | Benzeensulfonylchloride                      |

## C6H6
| Brutoformule                    | Naam                                                                  |
| ------------------------------- | --------------------------------------------------------------------- |
| {\displaystyle {\ce {C6H6}}}    | Benzeen                                                               |
| {\displaystyle {\ce {C6H6}}}    | Vijfzijdig piramidaal dikation {\displaystyle {\ce {[C5H5.CH]^{2+}}}} |
| {\displaystyle {\ce {C6 ^2H6}}} | Gedeutereerd benzeen                                                  |
| {\displaystyle {\ce {C6H6}}}    | Benzvaleen                                                            |
| {\displaystyle {\ce {C6H6}}}    | Bicycloprop-1-enyl                                                    |
| {\displaystyle {\ce {C6H6}}}    | Bicycloprop-1,2-enyl                                                  |
| {\displaystyle {\ce {C6H6}}}    | Bicycloprop-2-enyl                                                    |
| {\displaystyle {\ce {C6H6}}}    | Dewarbenzeen                                                          |
| {\displaystyle {\ce {C6H6}}}    | Fulveen                                                               |
| {\displaystyle {\ce {C6H6}}}    | Prismaan                                                              |
| {\displaystyle {\ce {C6H6}}}    | [3]-radialeen                                                         |

## C6H6Cl
| Brutoformule                      | Naam                       |
| --------------------------------- | -------------------------- |
| {\displaystyle {\ce {C6H6Cl2N2}}} | Methyldibroomglutaronitril |
| {\displaystyle {\ce {C6H6ClN}}}   | 2-chlooraniline            |
| {\displaystyle {\ce {C6H6ClN}}}   | 3-chlooraniline            |
| {\displaystyle {\ce {C6H6ClN}}}   | 4-chlooraniline            |
| {\displaystyle {\ce {C6H6Cl6}}}   | Lindaan                    |

## C6H6Fe
| Brutoformule                         | Naam                       |
| ------------------------------------ | -------------------------- |
| {\displaystyle {\ce {C6H6FeK4N6O3}}} | Kaliumhexacyanoferraat(II) |

## C6H6N
| Brutoformule                       | Naam                                                         |
| ---------------------------------- | ------------------------------------------------------------ |
| {\displaystyle {\ce {C6H6NO6P}}}   | 4-Nitrofenylfosfaat ~ Ook wel: para-nitrofenylfosfaat; p-NPP |
| {\displaystyle {\ce {C6H6N2O}}}    | Nicotinamide                                                 |
| {\displaystyle {\ce {C6H6N2O2}}}   | 2-nitroaniline                                               |
| {\displaystyle {\ce {C6H6N2O2}}}   | 3-nitroaniline                                               |
| {\displaystyle {\ce {C6H6N2O2}}}   | 4-nitroaniline                                               |
| {\displaystyle {\ce {C4H6N2O2}}}   | Ethyldiazoacetaat                                            |
| {\displaystyle {\ce {C6H6N4O4}}}   | 2,4-dinitrofenylhydrazine                                    |
| {\displaystyle {\ce {C6H6N6O2}}}   | Temozolomide                                                 |
| {\displaystyle {\ce {C6H6N6O6}}}   | Triaminotrinitrobenzeen                                      |
| {\displaystyle {\ce {C6H6N12O12}}} | Hexanitrohexa-aza-isowurtzitaan                              |

## C6H6Na
| Brutoformule                            | Naam                                                                |
| --------------------------------------- | ------------------------------------------------------------------- |
| {\displaystyle {\ce {C6H6Na2O21Sr3Zr}}} | Weloganiet ~ Formule: {\displaystyle {\ce {Sr3Na2Zr(CO3)6.3(H2O)}}} |

## C6H6O
| Brutoformule                     | Naam                                              |
| -------------------------------- | ------------------------------------------------- |
| {\displaystyle {\ce {C6H6O}}}    | Cyclohexadienon                                   |
| {\displaystyle {\ce {C6H6O}}}    | Fenol                                             |
| {\displaystyle {\ce {C6H6O}}}    | Oxepine                                           |
| {\displaystyle {\ce {C6H6O2}}}   | 2-Acetylfuraan                                    |
| {\displaystyle {\ce {C6H6O2}}}   | Catechol                                          |
| {\displaystyle {\ce {C6H6O2}}}   | Resorcinol                                        |
| {\displaystyle {\ce {C6H6O2}}}   | Hydrochinon                                       |
| {\displaystyle {\ce {C6H6O2S}}}  | 3,4-Ethyleendioxythiofeen                         |
| {\displaystyle {\ce {C6H6O3}}}   | 1,2,4-Trihydroxybenzeen                           |
| {\displaystyle {\ce {C6H6O3}}}   | Floroglucinol ~ Ook wel: Floroglucine             |
| {\displaystyle {\ce {C6H6O3}}}   | Hydroxymethylfurfural                             |
| {\displaystyle {\ce {C6H6O3}}}   | Isomaltol                                         |
| {\displaystyle {\ce {C6H6O3}}}   | Maltol                                            |
| {\displaystyle {\ce {C6H6O3}}}   | Pyrogallol                                        |
| {\displaystyle {\ce {C6H6O3S}}}  | Benzeensulfonzuur                                 |
| {\displaystyle {\ce {C6H6O4}}}   | Dimethylethyntriviaal → systematischdicarboxylaat |
| {\displaystyle {\ce {C6H6O4}}}   | Kojinezuur                                        |
| {\displaystyle {\ce {C6H6O4}}}   | Muconzuur                                         |
| {\displaystyle {\ce {C6H6O4S}}}  | 3-Hydroxybenzeensulfonzuur                        |
| {\displaystyle {\ce {C6H6O6}}}   | Aconietzuur                                       |
| {\displaystyle {\ce {C6H6O6}}}   | Benzeenhexol                                      |
| {\displaystyle {\ce {C6H6O6S2}}} | Benzeen-1,3-disulfonzuur                          |
| {\displaystyle {\ce {C6H6O7}}}   | Oxaalbarnsteenzuur, 1-Oxopropaan-1,2,3-carbonzuur |

## C6H6S
| Brutoformule                           | Naam                |
| -------------------------------------- | ------------------- |
| {\displaystyle {\ce {C6H6S}}}          | Thiepine            |
| {\displaystyle {\ce {C6H6S}}}          | Thiofenol           |
| {\displaystyle {\ce {C6H6S}}}-polymeer | Polyfenyleensulfide |
| {\displaystyle {\ce {C6H6S2}}}         | Thioresorcinol      |

## C6H6Se
| Brutoformule                   | Naam           |
| ------------------------------ | -------------- |
| {\displaystyle {\ce {C6H6Se}}} | Benzeenselenol |

## C6H6Te
| Brutoformule                   | Naam                                     |
| ------------------------------ | ---------------------------------------- |
| {\displaystyle {\ce {C6H6Te}}} | Tellurol {\displaystyle {\ce {C6H5TeH}}} |

## C6H7
| Brutoformule                     | Naam                                                                           |
| -------------------------------- | ------------------------------------------------------------------------------ |
| {\displaystyle {\ce {C6H7AsO3}}} | Fenylarseenzuur ~ Ook wel: Benzeenarseenzuur; Benzeenarsonzuur; Fenylarsonzuur |
| {\displaystyle {\ce {C6H7BO2}}}  | Benzeenboronzuur                                                               |
| {\displaystyle {\ce {C6H7KO2}}}  | Kaliumsorbaat                                                                  |
| {\displaystyle {\ce {C6H7N}}}    | Aniline                                                                        |
| {\displaystyle {\ce {C6H7N}}}    | Azepine                                                                        |
| {\displaystyle {\ce {C6H7N}}}    | 2-Methylpyridine                                                               |
| {\displaystyle {\ce {C6H7N}}}    | 3-Methylpyridine                                                               |
| {\displaystyle {\ce {C6H7N}}}    | 4-Methylpyridine                                                               |
| {\displaystyle {\ce {C6H7NO}}}   | 2-Acetylpyrrool                                                                |
| {\displaystyle {\ce {C6H7NO}}}   | 2-Aminofenol                                                                   |
| {\displaystyle {\ce {C6H7NO}}}   | 3-Aminofenol                                                                   |
| {\displaystyle {\ce {C6H7NOS}}}  | Cephem ~ als Penam-derivaat                                                    |
| {\displaystyle {\ce {C6H7NO2}}}  | Ethylcyanoacrylaat als cyanoacrylaat                                           |
| {\displaystyle {\ce {C6H7NO3S}}} | Orthanilzuur {\displaystyle {\ce {o-H2N(C6H4)SO3H}}}                           |
| {\displaystyle {\ce {C6H7NO3S}}} | Piloty's zuur {\displaystyle {\ce {(C6H5)SO2N(H)OH}}}                          |
| {\displaystyle {\ce {C6H7N3O}}}  | Isoniazide ~ IUPAC: Pyridine-4-carbohydrazide                                  |
| {\displaystyle {\ce {C6H7NO3S}}} | Metanilzuur                                                                    |
| {\displaystyle {\ce {C6H7NO3S}}} | Sulfanilzuur                                                                   |
| {\displaystyle {\ce {C6H7N3O}}}  | Isoniazide                                                                     |
| {\displaystyle {\ce {C6H7NaO2}}} | Natriumsorbaat                                                                 |
| {\displaystyle {\ce {C6H7NaO6}}} | Natriumascorbaat                                                               |
| {\displaystyle {\ce {C6H7NaO6}}} | Natriumerythorbaat                                                             |

## C6H8
| Brutoformule                        | Naam                                                                       |
| ----------------------------------- | -------------------------------------------------------------------------- |
| {\displaystyle {\ce {C6H8}}}        | Bicyclopropylideen                                                         |
| {\displaystyle {\ce {C6H8}}}        | 1,3-cyclohexadieen                                                         |
| {\displaystyle {\ce {C6H8}}}        | 1,4-cyclohexadieen                                                         |
| {\displaystyle {\ce {C6H8}}}        | 3-Methyleen-penta-1,4-dieen ~ als dendraleen: [3]dendraleen                |
| {\displaystyle {\ce {C6H8AsNO3}}}   | Arsanilzuur                                                                |
| {\displaystyle {\ce {C6H8BF4N}}}    | Aniliniumtetrafluorboraat                                                  |
| {\displaystyle {\ce {C6H8ClN}}}     | Aniliniumchloride                                                          |
| {\displaystyle {\ce {C6H8ClN5O2S}}} | Clothianidine                                                              |
| {\displaystyle {\ce {C6H8N2}}}      | Adiponitril                                                                |
| {\displaystyle {\ce {C6H8Cl2O2}}}   | Adipoyldichloride                                                          |
| {\displaystyle {\ce {C6H8N2}}}      | Fenylhydrazine                                                             |
| {\displaystyle {\ce {C6H8N2}}}      | 1,2-diaminobenzeen ~ Ook wel: o-Fenyleendiamine                            |
| {\displaystyle {\ce {C6H8N2}}}      | 1,3-diaminobenzeen ~ Ook wel: m-Fenyleendiamine                            |
| {\displaystyle {\ce {C6H8N2}}}      | 1,4-diaminobenzeen ~ Ook wel: p-Fenyleendiamine                            |
| {\displaystyle {\ce {C6H8N2O}}}     | 2-hydroxy-4,6-dimethylpyrimidine                                           |
| {\displaystyle {\ce {C6H8N2O}}}     | 2-Ethyl-3-methoxypyrazine ~ niet meer toegestaan additief in diervoeding   |
| {\displaystyle {\ce {C6H8N2O}}}     | 2-Ethyl-3-methoxypyrazine ~ niet meer toegestaan additief in diervoeding   |
| {\displaystyle {\ce {C6H8N2O}}}     | 2-Ethyl-3-methoxypyrazine ~ niet meer toegestaan additief in diervoeding   |
| {\displaystyle {\ce {C6H8N6O18}}}   | Mannitolhexanitraat                                                        |
| {\displaystyle {\ce {C6H8O}}}       | 2-Cyclohexen-1-on ~ Ook wel: Cyclohex-2-en-1-on ~ als αβ-onverzadigd keton |
| {\displaystyle {\ce {C6H8O}}}       | 2,5-Dimethylfuraan                                                         |
| {\displaystyle {\ce {C6H8O2}}}      | Cyclohexaan-1,3-dion                                                       |
| {\displaystyle {\ce {C6H8O2}}}      | Cyclohexaan-1,4-dion                                                       |
| {\displaystyle {\ce {C6H8O2}}}      | Resorcinol                                                                 |
| {\displaystyle {\ce {C6H8O2}}}      | Parasorbinezuur ~ als lacton van sorbinezuur                               |
| {\displaystyle {\ce {C6H8O2}}}      | Sorbinezuur ~ IUPAC: E,E-Hexa-2,4-dieenzuur                                |
| {\displaystyle {\ce {C6H8O3}}}      | Dihydrolevoglucosenon                                                      |
| {\displaystyle {\ce {C6H8O3}}}      | Sotolon                                                                    |
| {\displaystyle {\ce {C6H8O4}}}      | Dimethylfumaraat                                                           |
| {\displaystyle {\ce {C6H8O4}}}      | Meldrum's zuur                                                             |
| {\displaystyle {\ce {C6H8O4}}}      | Monoethylfumaraat                                                          |
| {\displaystyle {\ce {C6H8O6}}}      | Ascorbinezuur                                                              |
| {\displaystyle {\ce {C6H8O6}}}      | Erythorbinezuur                                                            |
| {\displaystyle {\ce {C6H8O6}}}      | Glucuronolacton                                                            |
| {\displaystyle {\ce {C6H8O7}}}      | Citroenzuur                                                                |
| {\displaystyle {\ce {C6H8O7}}}      | Iso-citroenzuur                                                            |
| {\displaystyle {\ce {C6H8S}}}       | 2,3-dihydrothiepine                                                        |
| {\displaystyle {\ce {C6H8S}}}       | 2,7-dihydrothiepine                                                        |

## C6H9
| Brutoformule                            | Naam                                                    |
| --------------------------------------- | ------------------------------------------------------- |
| {\displaystyle {\ce {C6H9AlO6}}}        | Aluminiumtriacetaat ~ als Aluminiumacetaat              |
| {\displaystyle {\ce {C6H9FeO6}}}        | Chroom(III)acetaat ~ vergeleken met Aluminiumacetaat    |
| {\displaystyle {\ce {C6H9FeO6}}}        | IJzer(III)acetaat                                       |
| {\displaystyle {\ce {C6H9BrO}}}         | 2-broomcyclohexanon                                     |
| {\displaystyle {\ce {C6H9NO}}}          | N-vinylpyrrolidon                                       |
| {\displaystyle {\ce {C6H9NO}}}-polymeer | Polyvinylpyrrolidon                                     |
| {\displaystyle {\ce {C6H9NOS}}}         | Cepham ~ als Penam-derivaat                             |
| {\displaystyle {\ce {C6H9NO5}}}         | N-acetylaspartaat                                       |
| {\displaystyle {\ce {C6H9NO6}}}         | nitrilotriazijnzuur                                     |
| {\displaystyle {\ce {C6H9NS}}}          | 1,4,5-trimethylthiazool-2-ylideen ~ als Stabiel carbeen |
| {\displaystyle {\ce {C6H9N3}}}          | 1,3,5-triaminobenzeen                                   |
| {\displaystyle {\ce {C6H9N3O2}}}        | Histidine                                               |
| {\displaystyle {\ce {C6H9N3O3}}}        | Metronidazol                                            |
| {\displaystyle {\ce {C6H9O6Sb}}}        | Antimoon(III)acetaat                                    |

## C6H10
| Brutoformule                       | Naam                               |
| ---------------------------------- | ---------------------------------- |
| {\displaystyle {\ce {C6H10CaO6}}}  | Calciumlactaatdihydraat            |
| {\displaystyle {\ce {C6H10}}}      | Cyclohexeen                        |
| {\displaystyle {\ce {C6H10}}}      | 3-hexyn                            |
| {\displaystyle {\ce {C6H10}}}      | Vinylcyclobutaan                   |
| {\displaystyle {\ce {C6H10CaO4}}}  | Calciumpropionaat                  |
| {\displaystyle {\ce {C6H10CaO6}}}  | Calciumlactaat                     |
| {\displaystyle {\ce {C6H10Cl2N2}}} | Benzeen-1,4-diaminedihydrochloride |
| {\displaystyle {\ce {C6H10N2O2}}}  | Ectoïne                            |
| {\displaystyle {\ce {C6H10N2O2}}}  | Piracetam                          |
| {\displaystyle {\ce {C6H10N2O4}}}  | Di-ethylazodicarboxylaat           |
| {\displaystyle {\ce {C6H10N2O5}}}  | Carglumaatzuur                     |
| {\displaystyle {\ce {C6H10N6}}}    | Cyromazine                         |
| {\displaystyle {\ce {C6H10O}}}     | Cyclohexanon                       |
| {\displaystyle {\ce {C6H10O}}}     | Cyclohexeenoxide                   |
| {\displaystyle {\ce {C6H10O}}}     | Diallylether                       |
| {\displaystyle {\ce {C6H10O}}}     | Hexa-1,5-dien-3-ol                 |
| {\displaystyle {\ce {C6H10O}}}     | Hex-2-enal                         |
| {\displaystyle {\ce {C6H10O}}}     | Z-hex-3-enal                       |
| {\displaystyle {\ce {C6H10O}}}     | Hex-4-enal                         |
| {\displaystyle {\ce {C6H10O}}}     | 5ex-5-enal                         |
| {\displaystyle {\ce {C6H10O}}}     | Mesityloxide                       |
| {\displaystyle {\ce {C6H10OS2}}}   | Allicine                           |
| {\displaystyle {\ce {C6H10O2}}}    | Allylglycidylether                 |
| {\displaystyle {\ce {C6H10O2}}}    | Caprolacton                        |
| {\displaystyle {\ce {C6H10O2}}}    | α-Caprolacton ~ als Caprolacton    |
| {\displaystyle {\ce {C6H10O2}}}    | β-Caprolacton ~ als Caprolacton    |
| {\displaystyle {\ce {C6H10O2}}}    | γ-Caprolacton ~ als Caprolacton    |
| {\displaystyle {\ce {C6H10O2}}}    | δ-Caprolacton ~ als Caprolacton    |
| {\displaystyle {\ce {C6H10O2}}}    | ε-Caprolacton ~ als Caprolacton    |
| {\displaystyle {\ce {C6H10O2}}}    | Ethylmethacrylaat                  |
| {\displaystyle {\ce {C6H10O2}}}    | Hexaan-2,5-dion                    |
| {\displaystyle {\ce {C6H10O3}}}    | Diglycidylether                    |
| {\displaystyle {\ce {C6H10O3}}}    | Ethylacetoacetaat                  |
| {\displaystyle {\ce {C6H10O3}}}    | Hydroxyethylmethacrylaat           |
| {\displaystyle {\ce {C6H10O3}}}    | 2-Hydroxypropylacrylaat            |
| {\displaystyle {\ce {C6H10O3}}}    | 5-oxohexaanzuur                    |
| {\displaystyle {\ce {C6H10O3}}}    | Propionzuuranhydride               |
| {\displaystyle {\ce {C6H10O4}}}    | Adipinezuur                        |
| {\displaystyle {\ce {C6H10O4}}}    | Isosorbide                         |
| {\displaystyle {\ce {C6H10O4}}}    | Di-ethyloxalaat                    |
| {\displaystyle {\ce {C6H10O5}}}    | Inuline (polymeer van Fructose     |
| {\displaystyle {\ce {C6H10O5}}}    | Dextraan (polymeer van Glucose     |
| {\displaystyle {\ce {C6H10O5}}}    | Levoglucosaan                      |
| {\displaystyle {\ce {C6H10O7}}}    | Galacturonzuur                     |
| {\displaystyle {\ce {C6H10O7}}}    | Glucuronzuur                       |

## C6H11
| Brutoformule                       | Naam                                     |
| ---------------------------------- | ---------------------------------------- |
| {\displaystyle {\ce {C6H11Br}}}    | Broomcyclohexaan                         |
| {\displaystyle {\ce {C6H11N}}}     | Diallylamine                             |
| {\displaystyle {\ce {C6H11NO}}}    | Caprolactam (monomeer voor nylon-6)      |
| {\displaystyle {\ce {C6H11NO}}}    | N-isopropylacrylamide                    |
| {\displaystyle {\ce {C6H11NOS2}}}  | Sulforafaan                              |
| {\displaystyle {\ce {C6H11NOS2S}}} | Allylcysteïne ~ Ook wel: S-Allylcysteïne |
| {\displaystyle {\ce {C6H11NO3S}}}  | Alliine                                  |
| {\displaystyle {\ce {C6H11NaO7}}}  | Natriumgluconaat                         |

## C6H12
| Brutoformule                  | Naam                  |
| ----------------------------- | --------------------- |
| {\displaystyle {\ce {C6H12}}} | Cyclohexaan           |
| {\displaystyle {\ce {C6H12}}} | 1-hexeen              |
| {\displaystyle {\ce {C6H12}}} | 2-hexeen              |
| {\displaystyle {\ce {C6H12}}} | 3-hexeen              |
| {\displaystyle {\ce {C6H12}}} | 2-methyl-1-penteen    |
| {\displaystyle {\ce {C6H12}}} | 3-methyl-1-penteen    |
| {\displaystyle {\ce {C6H12}}} | 4-methyl-1-penteen    |
| {\displaystyle {\ce {C6H12}}} | 2-methyl-2-penteen    |
| {\displaystyle {\ce {C6H12}}} | 3-methyl-2-penteen    |
| {\displaystyle {\ce {C6H12}}} | 4-methyl-2-penteen    |
| {\displaystyle {\ce {C6H12}}} | 3,3-dimethyl-1-buteen |
| {\displaystyle {\ce {C6H12}}} | Methylcyclopentaan    |

## C6H12Cl
| Brutoformule                      | Naam                                           |
| --------------------------------- | ---------------------------------------------- |
| {\displaystyle {\ce {C6H12ClN2}}} | 1-ethyl-3-methylimidazoliumchloride            |
| {\displaystyle {\ce {C6H12Cl2O}}} | Dichloorisopropylether                         |
| {\displaystyle {\ce {C6H12Cl3N}}} | Tris(2-chloorethyl)amine ~ als Stikstofmosterd |

## C6H12F
| Brutoformule                        | Naam         |
| ----------------------------------- | ------------ |
| {\displaystyle {\ce {C6H12F2N2O2}}} | Eflornithine |

## C6H12N
| Brutoformule                        | Naam                                                              |
| ----------------------------------- | ----------------------------------------------------------------- |
| {\displaystyle {\ce {C6H12NNaO3S}}} | Natriumcyclamaat                                                  |
| {\displaystyle {\ce {C6H12N2}}}     | Tri-ethyleendiamine (TEDA, DABCO)                                 |
| {\displaystyle {\ce {C6H12N2O}}}    | 1,3-dimethyl-3,4,5,6-tetrahydro-2(1H)-pyrimidinon                 |
| {\displaystyle {\ce {C6H12N2O2}}}   | diacetylethyleendiamine ~ in synthese Tetra-acetylethyleendiamine |
| {\displaystyle {\ce {C6H12N2O4S}}}  | Lanthionine                                                       |
| {\displaystyle {\ce {C6H12N2O4S2}}} | Cystine                                                           |
| {\displaystyle {\ce {C6H12N2S4}}}   | Thiram                                                            |
| {\displaystyle {\ce {C6H12N2S4Zn}}} | Ziram                                                             |
| {\displaystyle {\ce {C6H12N4}}}     | Hexamine                                                          |

## C6H12O
| Brutoformule                     | Naam |
| -------------------------------- | --- |
| {\displaystyle {\ce {C6H12O}}}   | 3,3-dimethylbutyraldehyde ~ IUPAC: 3,3-dimethylbutanal |
| {\displaystyle {\ce {C6H12O}}}   | cis-3-hexenol |
| {\displaystyle {\ce {C6H12O}}}   | n-butylvinylether |
| {\displaystyle {\ce {C6H12O}}}   | isobutylvinylether |
| {\displaystyle {\ce {C6H12O}}}   | sec-butylvinylether |
| {\displaystyle {\ce {C6H12O}}}   | tert-butylvinylether |
| {\displaystyle {\ce {C6H12O}}}   | Cyclohexanol |
| {\displaystyle {\ce {C6H12O}}}   | Hexanal |
| {\displaystyle {\ce {C6H12O}}}   | Hexaan-2-on |
| {\displaystyle {\ce {C6H12O}}}   | Methylisobutylketon |
| {\displaystyle {\ce {C6H12O}}}   | Oxepaan |
| {\displaystyle {\ce {C6H12O}}}   | Pinacolon |
| {\displaystyle {\ce {C6H12O2}}}  | n-Butylacetaat ~ Formule: {\displaystyle {\ce {CH3C(O)O(CH2)3CH3}}} ~ Ook wel: n-butylacetaat |
| {\displaystyle {\ce {C6H12O2}}}  | sec-Butylacetaat |
| {\displaystyle {\ce {C6H12O2}}}  | tert-Butylacetaat |
| {\displaystyle {\ce {C6H12O2}}}  | 2-Methylpropylethanoaat ~ Formule: {\displaystyle {\ce {CH3C(O)OCH2CH(CH3)2}}} ~ Ook wel: i-Butylacetaat; ester van 2-methylpropan-1-ol en azijnzuur ~ als butylacetaat ~ als ester, aardbei-essence |
| {\displaystyle {\ce {C6H12O2}}}  | Capronzuur |
| {\displaystyle {\ce {C6H12O2}}}  | 1,2-Cyclohexaandiol ~ als Cyclohexaandiol |
| {\displaystyle {\ce {C6H12O2}}}  | 1,3-Cyclohexaandiol ~ als Cyclohexaandiol |
| {\displaystyle {\ce {C6H12O2}}}  | 1,4-Cyclohexaandiol ~ als Cyclohexaandiol |
| {\displaystyle {\ce {C6H12O2}}}  | Ethylbutanoaat |
| {\displaystyle {\ce {C6H12O2}}}  | 4-Hydroxy-4-methylpentan-2-on |
| {\displaystyle {\ce {C6H12O2}}}  | Methylpivalaat |
| {\displaystyle {\ce {C6H12O2}}}  | Methylvaleraat |
| {\displaystyle {\ce {C6H12O2}}}  | IsoPropylglycidylether |
| {\displaystyle {\ce {C6H12O2}}}  | 3,3,4,4-Tetramethyl-1,2-dioxetaan |
| {\displaystyle {\ce {C6H12O3}}}  | 2-ethoxyethylacetaat |
| {\displaystyle {\ce {C6H12O3}}}  | Glycerolaceton |
| {\displaystyle {\ce {C6H12O3}}}  | Paraldehyde |
| {\displaystyle {\ce {C6H12O3}}}  | Propyleenglycolmonomethyletheracetaat |
| {\displaystyle {\ce {C6H12O4}}}  | Mevalonzuur |
| {\displaystyle {\ce {C6H12O5}}}  | Fucose |
| {\displaystyle {\ce {C6H12O5}}}  | Rhamnose |
| {\displaystyle {\ce {C6H12O5}}}  | Sorbitaan |
| {\displaystyle {\ce {C6H12O6}}}  | Allose |
| {\displaystyle {\ce {C6H12O6}}}  | Altrose |
| {\displaystyle {\ce {C6H12O6}}}  | Amylose |
| {\displaystyle {\ce {C6H12O6}}}  | 2,5-Dihydroxy-2,5-bis(hydroxymethyl)-1,4-dioxaan ~ dimeer van Dihydroxyaceton |
| {\displaystyle {\ce {C6H12O6}}}  | Fructose |
| {\displaystyle {\ce {C6H12O6}}}  | Galactose |
| {\displaystyle {\ce {C6H12O6}}}  | Glucose |
| {\displaystyle {\ce {C6H12O6}}}  | Gulose |
| {\displaystyle {\ce {C6H12O6}}}  | Idose |
| {\displaystyle {\ce {C6H12O6}}}  | Inositol |
| {\displaystyle {\ce {C6H12O6}}}  | Mannose |
| {\displaystyle {\ce {C6H12O6}}}  | Psicose |
| {\displaystyle {\ce {C6H12O6}}}  | Sorbose |
| {\displaystyle {\ce {C6H12O6}}}  | Tagatose |
| {\displaystyle {\ce {C6H12O6}}}  | Talose |
| {\displaystyle {\ce {C6H12O7}}}  | Gluconzuur |
| {\displaystyle {\ce {C6H12O12}}} | Cyclohexaandodecanol ~ oxidatieproduct van benzeenhexol |

## C6H12S
| Brutoformule                    | Naam                                    |
| ------------------------------- | --------------------------------------- |
| {\displaystyle {\ce {C6H12S}}}  | Cyclohexaanthiol                        |
| {\displaystyle {\ce {C6H12S}}}  | Thiepaan                                |
| {\displaystyle {\ce {C6H12S4}}} | 3,3,6,6-tetramethyl-1,2,4,5-tetrathiaan |

## C6H13
| Brutoformule                         | Naam                                                                                    |
| ------------------------------------ | --------------------------------------------------------------------------------------- |
| {\displaystyle {\ce {C6H13B2F9N2O}}} | 1-hydroxy-4-fluor-1,4-diazoniabicyclo[2.2.2]octaanbis(tetrafluorboraat) ~ Ook wel: NFTh |
| {\displaystyle {\ce {C6H13Cl2N}}}    | Bis(2-chloorethyl)ethylamine ~ als Stikstofmosterd                                      |
| {\displaystyle {\ce {C6H13Li}}}      | N-hexyllithium                                                                          |
| {\displaystyle {\ce {C6H13N}}}       | Azepaan                                                                                 |
| {\displaystyle {\ce {C6H13N}}}       | Cyclohexylamine                                                                         |
| {\displaystyle {\ce {C6H13NO}}}      | 4-Ethylmorfoline                                                                        |
| {\displaystyle {\ce {C6H13NO2}}}     | 2-Aminohexaanzuur ~ in Uitgebreide genetische code                                      |
| {\displaystyle {\ce {C6H13NO2}}}     | 6-Aminohexaanzuur ~ uitgangsstof voor Caprolactam                                       |
| {\displaystyle {\ce {C6H13NO2}}}     | Isoleucine                                                                              |
| {\displaystyle {\ce {C6H13NO2}}}     | Leucine                                                                                 |
| {\displaystyle {\ce {C6H13NO3S}}}    | Cyclaamzuur                                                                             |
| {\displaystyle {\ce {C6H13NO3S}}}    | Ethionine                                                                               |
| {\displaystyle {\ce {C6H13NO5}}}     | Fructosamine ~ als Aminosuiker                                                          |
| {\displaystyle {\ce {C6H13NO5}}}     | α-D-galactosamine ~ als Aminosuiker                                                     |
| {\displaystyle {\ce {C6H13NO5}}}     | α-D-Glucosamine ~ als Aminosuiker                                                       |
| {\displaystyle {\ce {C6H13NO5}}}     | Mannosamine ~ als Aminosuiker                                                           |
| {\displaystyle {\ce {C6H13N3O3}}}    | Citrulline                                                                              |
| {\displaystyle {\ce {C6H13NS2}}}     | Thialdine                                                                               |
| {\displaystyle {\ce {C6H13O9P}}}     | Fructose-1-fosfaat                                                                      |
| {\displaystyle {\ce {C6H13O9P}}}     | Fructose-6-fosfaat                                                                      |

## C6H14
| Brutoformule                       | Naam                                                                  |
| ---------------------------------- | --------------------------------------------------------------------- |
| {\displaystyle {\ce {C6H14}}}      | 2,2-dimethylbutaan                                                    |
| {\displaystyle {\ce {C6H14}}}      | 2,3-dimethylbutaan                                                    |
| {\displaystyle {\ce {C6H14}}}      | 2-methylpentaan                                                       |
| {\displaystyle {\ce {C6H14}}}      | 3-methylpentaan                                                       |
| {\displaystyle {\ce {C6H14}}}      | Hexaan                                                                |
| {\displaystyle {\ce {C6 ^2H14}}}   | Gedeutereerd hexaan                                                   |
| {\displaystyle {\ce {C6H14ClNO}}}  | 2,3-epoxypropyltrimethylammoniumchloride                              |
| {\displaystyle {\ce {C6H14LiN}}}   | Lithiumdi-isopropylamide ~ Ook wel: LDA                               |
| {\displaystyle {\ce {C6H14NO5}}}   | Glucosamine                                                           |
| {\displaystyle {\ce {C6H14N2O2}}}  | Lysine                                                                |
| {\displaystyle {\ce {C6H14N2O2}}}  | Meldonium (zwitterion)                                                |
| {\displaystyle {\ce {C6H14N4O2}}}  | Arginine                                                              |
| {\displaystyle {\ce {C6H14O}}}     | Lijst van isomere hexanolen                                           |
| {\displaystyle {\ce {C6H14O}}}     | 2,2-Dimethylbutan-1-ol                                                |
| {\displaystyle {\ce {C6H14O}}}     | 2,3-Dimethylbutan-1-ol                                                |
| {\displaystyle {\ce {C6H14O}}}     | 2,3-Dimethylbutan-2-ol                                                |
| {\displaystyle {\ce {C6H14O}}}     | 3,3-Dimethylbutan-1-ol                                                |
| {\displaystyle {\ce {C6H14O}}}     | 3,3-Dimethylbutan-2-ol                                                |
| {\displaystyle {\ce {C6H14O}}}     | Di-i-propylether                                                      |
| {\displaystyle {\ce {C6H14O}}}     | Di-n-propylether                                                      |
| {\displaystyle {\ce {C6H14O}}}     | 2-ethylbutan-1-ol                                                     |
| {\displaystyle {\ce {C6H14O}}}     | 2-ethylbutan-2-ol                                                     |
| {\displaystyle {\ce {C6H14O}}}     | Ethyl-tert-butylether                                                 |
| {\displaystyle {\ce {C6H14O}}}     | Hexan-1-ol ~ verouderde naam: 1-hexanol                               |
| {\displaystyle {\ce {C6H14O}}}     | Hexan-2-ol ~ verouderde naam: 2-hexanol                               |
| {\displaystyle {\ce {C6H14O}}}     | Hexan-3-ol ~ verouderde naam: 3-hexanol                               |
| {\displaystyle {\ce {C6H14O}}}     | 2-methoxy-2-methylbutaan                                              |
| {\displaystyle {\ce {C6H14O}}}     | 2-methylpentan-1-ol                                                   |
| {\displaystyle {\ce {C6H14O}}}     | 2-methylpentan-2-ol                                                   |
| {\displaystyle {\ce {C6H14O}}}     | 2-methylpentan-3-ol                                                   |
| {\displaystyle {\ce {C6H14O}}}     | 3-methylpentan-1-ol                                                   |
| {\displaystyle {\ce {C6H14O}}}     | 3-methylpentan-2-ol                                                   |
| {\displaystyle {\ce {C6H14O}}}     | 4-methylpentan-1-ol ~ Ook wel: iso-hexanol                            |
| {\displaystyle {\ce {C6H14O}}}     | 4-methylpentan-2-ol                                                   |
| {\displaystyle {\ce {C6H14O2}}}    | Acetaal                                                               |
| {\displaystyle {\ce {C6H14O2}}}    | 2-Butoxyethanol                                                       |
| {\displaystyle {\ce {C6H14O2}}}    | 1,6-Hexaandiol                                                        |
| {\displaystyle {\ce {C6H14O2}}}    | 2,5-Hexaandiol                                                        |
| {\displaystyle {\ce {C6H14O2}}}    | 2-Methyl-2,4-pentaandiol ~ Ook wel: Hexyleenglycol                    |
| {\displaystyle {\ce {C6H14O2}}}    | Pinacol                                                               |
| {\displaystyle {\ce {C6H14O3}}}    | Di-ethyleenglycolmonoethylether                                       |
| {\displaystyle {\ce {C6H14O3}}}    | Diglyme                                                               |
| {\displaystyle {\ce {C6H14O3}}}    | Dipropyleenglycol                                                     |
| {\displaystyle {\ce {C6H14O3}}}    | Ethyldiglycol                                                         |
| {\displaystyle {\ce {C6H14O3}}}    | Hydroxylysine                                                         |
| {\displaystyle {\ce {C6H14O3}}}    | 4-Oxa-1,7-heptaandiol ~ als Dipropyleenglycol                         |
| {\displaystyle {\ce {C6H14O3}}}    | 4-Oxa-2,6-heptaandiol ~ als Dipropyleenglycol                         |
| {\displaystyle {\ce {C6H14O3}}}    | Trimethylglycerol                                                     |
| {\displaystyle {\ce {C6H14O3}}}    | Trimethylolpropaan ~ IUPAC: 2-ethyl-2-(hydroxymethyl)-1,3-propaandiol |
| {\displaystyle {\ce {C6H14O6}}}    | Mannitol                                                              |
| {\displaystyle {\ce {C6H14O12P2}}} | Fructose-1,6-difosfaat                                                |
| {\displaystyle {\ce {C6H14O12P2}}} | Fructose-2,6-difosfaat                                                |

## C6H15
| Brutoformule                        | Naam                                                                      |
| ----------------------------------- | ------------------------------------------------------------------------- |
| {\displaystyle {\ce {C6H15Al}}}     | Tri-ethylaluminium                                                        |
| {\displaystyle {\ce {C6H15Al2Cl3}}} | Ethylaluminiumsesquichloride                                              |
| {\displaystyle {\ce {C6H15B}}}      | Tri-ethylboraan                                                           |
| {\displaystyle {\ce {C6H15BO3}}}    | Tri-ethylboraat                                                           |
| {\displaystyle {\ce {C6H15ClN2O2}}} | Carbachol                                                                 |
| {\displaystyle {\ce {C6H15ClSi}}}   | Tert-Butyldimethylchloorsilaan ~ Ook wel: tert-butyldimethylsilylchloride |
| {\displaystyle {\ce {C6H15Cl2NO}}}  | (3-chloor-2-hydroxypropyl)trimethylammoniumchloride                       |
| {\displaystyle {\ce {C6H15In}}}     | Tri-ethylindium ~ uit Indium(III)chloride                                 |
| {\displaystyle {\ce {C6H15N}}}      | Di-isopropylamine                                                         |
| {\displaystyle {\ce {C6H15N}}}      | Tri-ethylamine                                                            |
| {\displaystyle {\ce {C6H15NO}}}     | 2-Di-ethylamino-ethanol                                                   |
| {\displaystyle {\ce {C6H15NO2}}}    | Di-isopropanolamine                                                       |
| {\displaystyle {\ce {C6H15NO2}}}    | Ethyldi-ethanolamine                                                      |
| {\displaystyle {\ce {C6H15NO3}}}    | Tri-ethanolamine                                                          |
| {\displaystyle {\ce {C6H15N2O2^+}}} | Meldonium (vrij zuur)                                                     |
| {\displaystyle {\ce {C6H15O3P}}}    | Tri-ethylfosfiet                                                          |
| {\displaystyle {\ce {C6H15O2PS3}}}  | Thiometon                                                                 |
| {\displaystyle {\ce {C6H15O3PS2}}}  | Demeton-O-methyl                                                          |
| {\displaystyle {\ce {C6H15O3PS2}}}  | Demeton-S-methyl                                                          |
| {\displaystyle {\ce {C6H15O3PS2}}}  | Methyldemeton                                                             |
| {\displaystyle {\ce {C6H15O4P}}}    | Tri-ethylfosfaat                                                          |
| {\displaystyle {\ce {C6H15P}}}      | Tri-ethylfosfaan ~ als ligand vergeleken met Trimethylfosfaan             |

## C6H16
| Brutoformule                     | Naam                                                                                   |
| -------------------------------- | -------------------------------------------------------------------------------------- |
| {\displaystyle {\ce {C6H18BLi}}} | Lithiumtri-ethylboorhydride {\displaystyle {\ce {Li[(C2H5)3BH]}}}                      |
| {\displaystyle {\ce {C6H18N2}}}  | Hexaan-1,6-diamine Ook wel: 1,6-Hexaandiamine; Hexamethyleendiamine                    |
| {\displaystyle {\ce {C6H16N2}}}  | Tetramethylethyleendiamine                                                             |
| {\displaystyle {\ce {C6H16P2}}}  | 1,2-bis(dimethylfosfano)ethaan                                                         |
| {\displaystyle {\ce {C6H16Si}}}  | Tri-ethylsilaan ~ als reductor van acetalen o.i.v. N,N′-Bis(trimethylsilyl)ureum (BSU) |

## C6H18
| Brutoformule                        | Naam                                                                          |
| ----------------------------------- | ----------------------------------------------------------------------------- |
| {\displaystyle {\ce {C6H18Al2}}}    | Trimethylaluminium (dimeer)                                                   |
| {\displaystyle {\ce {C6H18LiNSi2}}} | Lithiumbis(trimethylsilyl)amide                                               |
| {\displaystyle {\ce {C6H18NO12P}}}  | 4-nitrofenylfosfaathexahydraat ~ = {\displaystyle {\ce {O2NC6H4OPO3H2.6H2O}}} |
| {\displaystyle {\ce {C6H18NSi2}}}   | Hexamethyldisilazaan ~ als Silazaan                                           |
| {\displaystyle {\ce {C6H18N3OP}}}   | Hexamethylfosfortriamide ~ vaak: HMPA                                         |
| {\displaystyle {\ce {C6H18N4}}}     | Tri-ethyleentetramine                                                         |
| {\displaystyle {\ce {C6H18O2Si2}}}  | Bis(trimethylsilyl)peroxide                                                   |
| {\displaystyle {\ce {C6H18O24P6}}}  | Fytinezuur                                                                    |
| {\displaystyle {\ce {C6H18OSi2}}}   | Hexamethyldisiloxaan                                                          |
| {\displaystyle {\ce {C6H18O6Te}}}   | Hexamethyltelluraat                                                           |
| {\displaystyle {\ce {C6H18W}}}      | Hexamethylwolfraam                                                            |

## C6H19
| Brutoformule                      | Naam                                                       |
| --------------------------------- | ---------------------------------------------------------- |
| {\displaystyle {\ce {C6H19NSi2}}} | Hexamethyldisilazaan {\displaystyle {\ce {((CH3)3Si)2NH}}} |

## C6H20
| Brutoformule                        | Naam                                                                     |
| ----------------------------------- | ------------------------------------------------------------------------ |
| {\displaystyle {\ce {C6H20Ac2O22}}} | Actinium(III)oxalaatdecahydraat {\displaystyle {\ce {Ac2(C2O4)3.10H2O}}} |

## C6H27
| Brutoformule                        | Naam                        |
| ----------------------------------- | --------------------------- |
| {\displaystyle {\ce {C6H27CoN6O6}}} | Hexamminekobalt(III)acetaat |